# Воронежский океанариум
Воронежский океанариум — океанариум в Воронежской области, расположен на территории сити-парка «Град» в посёлке Солнечный Рамонского района в 3 км от границы города Воронежа по автодороге «Воронеж — Москва».

## Описание
Воронежский океанариум был открыт 27 октября 2011 года и стал первым океанариумом в Центральном федеральном округе и четвёртым в России (по дате открытия) вслед за океанариумами Владивостока (1991), Санкт-Петербурга (2006) и Сочи (2005). Создатель океанариума — предприниматель Евгений Хамин. Океанариум построен группой компаний «АкваЛого»[значимость факта?].
По состоянию на конец 2017 года входит, наряду с вышеперечисленными, а также Московским (открыт в 2015) и Приморским (открыт в 2016), в число шести российских океанариумов, признанных ЕАРАЗА и, таким образом, является в России единственным провинциальным океанариумом, расположенным вдали от морского побережья. В 2015 году признан лучшим в России и занял 8-е место в Европе и 22-е место в мире по популярности в рамках ежегодной премии Traveler’s Choice компании TripAdvisor. Океанариум ведёт активную просветительскую деятельность и экологическое воспитание, является площадкой проведения научных конференций. За первые 6 лет работы океанариум посетили 2,5 млн человек.
Общая площадь составляет 4400 кв. м., из которых 1500 кв. м. занимают экспозиционные объекты — аквариумы, акватеррариумы, вольеры. В океанариуме представлены 180 видов рыб, 55 видов млекопитающих, птиц, рептилий, беспозвоночных и прочих животных. Всего в океанариуме содержится 3760 особей.
В Воронежском океанариуме содержатся
рыбы, в том числе:
- амазонские арапаимы[6]
- черные паку (Бурый паку)[6]
- илистые прыгуны[6]
- рыбы-брызгуны[6]
- акулы (песчаные тигровые акулы, «Акулы-няньки», акула-бык[10], австралийская рогатая акула[10])[6]
- зелёная карибская мурена[6]
- окинавская мурена-дракон[8]
- амазонские скаты[6]
- пелядь[10]
- пираньи[6]
- радужная форель[10]
- электрические угри[6]

другие обитатели океана (гигантский японский краб-паук, морские звёзды, крылатки, живые кораллы)
птицы (пингвины, в том числе пингвины Гумбольдта)
сухопутные животные (обезьяны, мангусты, ленивцы, кошачьи лемуры, сурикаты, оцелот, еноты, носухи, бурундуки, степные сурки, алтайские белочки, пятнистый сервал и др.)
рептилии (крокодиловые кайманы)
пресмыкающиеся (анаконда, питон)
черепахи (грифовые черепахи)
млекопитающих, ведущее полуводный образ жизни (морские котики, выдры)
Бесперебойную круглосуточную работу океанариума обеспечивают службы:
- инженерно-техническая,
- зоологическая,
- ветеринарная,
- водолазная.

В океанариуме заняты также сотрудники множества других специальностей: ихтиологи, аквариумисты, зоотехники, тренеры-дрессировщики морских котиков и т. д.
Бюджет инвестиционного проекта «Воронежский океанариум» превысил 22 миллиона долларов, а сам проект оказался самым дорогим реализованным проектом в «мире животных» Центрального региона России.
Океанариум создан в глубине материка, за тысячи километров от морского побережья, что нетипично для учреждений такого рода. Его уникальность в том, что здесь удалось собрать эксклюзивную коллекцию редких видов рыб и животных, некоторые из которых не представлены ни в одном океанариуме России и СНГ: тихоокеанский осьминог Дофлейна, японская мурена, тигровые песчаные акулы, электрические угри, японские крабы-пауки.
Воронежский океанариум является членом Евроазиатской региональной ассоциации зоопарков и аквариумов (ЕАРАЗА) и Союза зоопарков и аквариумов (СОЗАР)